# 비토르 페레이라
비토르 마누엘 드 올리베이라 로페스 페레이라(포르투갈어: Vítor Manuel de Oliveira Lopes Pereira, 1968년 7월 26일 ~ )는 포르투갈의 축구 감독으로, 현재 울버햄프턴 감독을 맡고 있다.